# Dzielnica Ostrowiec
Dzielnica Ostrowiec (w dniu 1 VII 1952 de iure gmina Ostrowiec; od 1 I 1958 gromada Ostrówiec) – dawna dzielnica powiatowa, czyli podstawowa jednostka administracyjna Polskiej Rzeczypospolitej Ludowej, funkcjonująca tylko na terenie powiatu miejsko-uzdrowiskowego Otwock w latach 1952-1957. W okresie tym stanowiła ona najmniejszą – obok miast i gmin (1952-54) oraz miast, osiedli i gromad (1954-57) – jednostkę podziału terytorialnego kraju.
Dzielnice, z dzielnicowymi radami narodowymi (DzRN) jako organami władzy najniższego stopnia, funkcjonowały od momentu utworzenia powiatu miejsko-uzdrowiskowego Otwock w lipcu 1952 do momentu jego zniesienia z początkiem 1958 roku. Ponieważ powiat miejsko-uzdrowiskowy Otwock nie był zaliczany do powiatów ziemskich lecz do miejskich (grodzkich), jego dzielnice były jednostkami miejskimi. Dlatego też, kiedy jesienią 1954 w związku z reformą reorganizującą administrację wiejską na obszarze całego kraju zniesiono gminy zastępując je przez gromady, dzielnice powiatu miejsko-uzdrowiskowego Otwock nie uległy zmianom. Doszło do tego (częściowo) dopiero 1 stycznia 1958, kiedy powiat miejsko-uzdrowiskowy Otwock zniesiono, przekształcając go w zwyczajny powiat otwocki.
Dzielnicę Ostrowiec z siedzibą DzRN w Ostrowcu (w obecnym brzmieniu Ostrówiec) utworzono – jako jedną z 8 dzielnic powiatowych na obszarze Polski – 1 lipca 1952 w powiecie miejsko-uzdrowiskowym Otwock w woj. warszawskim, na mocy rozporządzenia Rady Ministrów z 3 maja 1952. Powstała ona z obszaru utworzonej tego samego dnia wiejskiej gminy Ostrowiec w zniesionym (również tego samego dnia) powiecie warszawskim w tymże województwie. Na jej obszar złożyły się następujące obszary:
- gromady Brzezinka, Glinki, Janów, Kępa Nadbrzeska, Łukówiec, Nadbrzeż, Ostrowiec, Otwock Mały, Otwock Wielki, Piotrowice, Sobiekursk, Władysławów i Wygoda z gminy Karczew w powiecie warszawskim (przekształconej równocześnie w dzielnicę Karczew)[1];
- gromada Całowanie z gminy Sobienie-Jeziory w powiecie garwolińskim[7].

W październiku 1954 dla dzielnicy ustalono 27 członków dzielnicowej rady narodowej.
Dzielnica Ostrowiec przetrwała do końca 1957 roku, czyli do chwili zniesienia powiatu miejsko-uzdrowiskowego Otwock. 1 stycznia 1958, już w nowo utworzonym powiecie otwockim, przekształcono ją w gromadę Ostrówiec. 
Uwaga: Formalna nazwa gminy i dzielnicy to Ostrowiec (przez "o"), a gromady – Ostrówiec (przez "ó").